# Савораи
Савораи или Сабореи (арам. סָבוֹרָאִים, Савораим; ед. число — савора; евр. «рассуждающие, взвешивающие») — вавилонские учёные, жившие после оформления Вавилонского Талмуда, между периодами амораев и гаонов (VI—VII вв.) и осуществившие окончательную редакцию Талмуда.
Деятельность савораев заключалась в записывании всего Талмуда, собранного и приведённого в систему их предшественниками, амораями. Им принадлежат также некоторые добавления и пояснения в тексте, а также новые постановления брачного права.